# ألفرد جنسن
ألفرد جنسن (بالدنماركية: Alfred Jensen)‏ هو سياسي دانمركي، ولد في 7 يوليو 1903 بآرهوس في الدنمارك، وتوفي في 13 يناير 1988 بالدنمارك. حزبياً، نشط في الحزب الشيوعي في الدنمارك ‏. وقد انتخب عضو فولكتنغ ‏.